# Ball State University
La Ball State University è un'università statunitense pubblica con sede a Muncie, nello Stato dell'Indiana.

## Storia
L'università fu fondata nel 1918 ed il primo presidente fu William W. Parsons; nel corso della propria storia l'ateneo ha cambiato nome diverse volte (Indiana Normal School – Eastern Division, Ball Teachers College, Ball State Teachers College, Ball State College) fino ad assumere l'attuale denominazione nel 1965.

## Sport
I Cardinals, che fanno parte della NCAA Division I, sono affiliati alla Mid-American Conference. La pallacanestro, la pallavolo e il football americano sono gli sport principali, le partite interne vengono giocate allo Scheumann Stadium e indoor alla John E. Worthen Arena.

### Pallacanestro
Ball State conta sette apparizioni nella post-season, l'ultima è datata 2000, dove venne eliminata al primo turno da UCLA; gli unici Cardinals ad aver giocato in NBA sono stati Theron Smith e Bonzi Wells.